# Hans-Georg Hess
Hans-Georg Hess (ur. 6 maja 1923 w Berlinie, zm. 29 marca 2008 w Wunstorf-Idensen) – niemiecki oficer marynarki w stopniu porucznika (Oberleutnant zur See).

## Życiorys
Syn profesora chemii na berlińskim uniwersytecie. W kwietniu 1940, w wieku 16 lat, dołączył do Kriegsmarine. Początkowo został przydzielony do floty nawodnej, gdzie spędził dwa lata na trałowcach, zanim został przeniesiony do jednostki U-bootów. W kwietniu 1942 dostał pierwszy przydział do U-466, pod dowództwem kapitana Gerharda Thätera. Awans na porucznika otrzymał 1 marca 1944. Hess objął dowodzenie nad U-995 10 października 1944. Ostatecznie przeprowadził z nią w sumie pięć patroli na Morzu Arktycznym, zatapiając kilka sowieckich statków i powodując uszkodzenie jednego amerykańskiego. Wraz z końcem wojny U-995 poddał się 8 kwietnia 1945 w Trondheim. Hess został uwięziony przez Norwegów. Spędzając rok w niewoli. Pod jego dowództwem U-995 zatopił trzy okręty. Po zwolnieniu wrócił do Niemiec. Następnie pracował jako prawnik w Hanowerze.

## Odznaczenia
- Kriegsabzeichen für Minensuch-, U-Boot-Jagd- und Sicherungsverbände(inne języki) (1941)[4]
- Krzyż Żelazny II klasy (1941)[4]
- Krzyż Żelazny I klasy (1944)[4]
- Odznaka za Rany (1943)[4]
- Odznaka dla Załóg Łodzi Podwodnych (1943)[4]
- Krzyż Rycerski (1945)[4]